# Kurumaradikere, Chitradurga
Kurumaradikere là một làng thuộc tehsil Chitradurga, huyện Chitradurga, bang Karnataka, Ấn Độ.